# Hiến pháp Việt Nam Cộng hòa 1967
Hiến pháp Việt Nam Cộng hoà năm 1967 là bản hiến pháp thứ hai của chính quyền Việt Nam Cộng hoà, Quốc hội Lập hiến thông qua vào ngày 18 tháng 3 năm 1967, Ủy ban Lãnh đạo Quốc gia ban hành vào ngày 1 tháng 4 làm văn kiện thay thế Hiến pháp năm 1956, tạo thành nền Đệ nhị Cộng hoà. Hiến pháp này bị mất hiệu lực khi chính thể này bị giải thể vào ngày 30 tháng 4 năm 1975.

## Bối cảnh
Sau khi kết thúc Chiến tranh thế giới thứ hai, phong trào độc lập ở các nước thuộc địa nổi lên mạnh mẽ, trong đó có Việt Nam. Phong trào độc lập Việt Nam nổi lên mạnh mẽ, được lãnh đạo bởi cả những người có tư tưởng cánh tả lẫn cánh hữu. Trong bối cảnh đó những người lãnh đạo cánh tả đứng đầu bởi Hồ Chí Minh thành lập nhà nước Việt Nam Dân chủ Cộng hòa và được Liên Xô, Trung Quốc và các nước khối cộng sản công nhận, hỗ trợ trong khi những nhà cách mạng cánh hữu thành lập nhà nước Quốc gia Việt Nam (sau này là Việt Nam Cộng Hòa) theo chủ nghĩa bảo hoàng được Hoa Kỳ và các nước tư bản hậu thuẫn, giúp đỡ. Ngày 21 tháng 7 năm 1954 hiệp định Geneve bàn về vấn đề Triều Tiên và Đông Dương được kí kết, Việt Nam được chia thành thành 2 vùng tập kết quân sự với 2 chế độ chính trị khác nhau giống bán đảo Triều Tiên. Tại miền nam cuộc trưng cầu dân ý gian lận năm 1955 khiến Quốc gia Việt Nam bị thay thế bằng nền Đệ nhất Cộng Hòa kéo dài đến năm 1963.
Năm 1963 trong cuộc đảo chính, chuẩn y Quân lực Việt Nam Cộng hoà lật đổ chính phủ. Tổng thống Ngô Đình Diệm ám sát, Hiến pháp năm 1956 bị bãi bỏ. Quân đội nắm giữ chính quyền, song không cải thiện được tình hình chiến tranh. Sau khoảng 3 năm dưới chế độ quân quản, ngày 14 tháng 4 năm 1966 tướng Nguyễn Văn Thiệu tuyên bố sẽ tổ chức bầu cử Quốc hội Lập hiến trong ba đến năm tháng. Ngày 27 tháng 9 năm 1966 Quốc hội Lập hiến mở màn. Ngày 18 tháng 3 năm 1967 thông qua Hiến pháp năm 1967, được ban hành vào ngày 1 tháng 4.

## Nội dung
Tin tưởng rằng lòng ái quốc, chí quật cường, truyền thống đấu tranh của dân tộc bảo đảm tương lai huy hoàng của đất nước.
Ý thức rằng sau bao năm ngoại thuộc, kế đến lãnh thổ qua phân, độc tài và chiến tranh, dân tộc Việt Nam phải lãnh lấy trách nhiệm trước lịch sử, tiếp nối ý chí tự cường, đồng thời đón nhận những tư tưởng tiến bộ để thiết lập một chánh thể Cộng Hòa của Dân, do Dân và vì Dân, nhằm mục đích đoàn kết dân tộc, thống nhất lãnh thổ, bảo đảm độc lập, tự do, dân chủ trong công bằng bác ái cho các thế hệ hiện tại và mai sau.
Chúng tôi, 117 Dân Biểu Quốc Hội Lập Hiến, đại diện nhân dân Việt Nam, sau khi thảo luận, chấp thuận Bản Hiến Pháp sau đây:— "Hiến pháp Việt Nam Cộng hoà năm 1967", Lời mở đầu

Hiến pháp năm 1967 tiến bộ hơn tình hình dân chủ trong vùng lúc đó. Ghi ngắn gọn, tránh dùng những từ hoa mỹ và phô trương, bảo đảm các quyền căn bản của người dân và ghi rõ từng khoản trong hiến pháp. Mới nhất là cơ chế phân lập ba quyền và quyền đối lập chính trị của người dân.

### Căn bản
Chương I quy định các căn bản của chính quyền Việt Nam Cộng hoà.

#### Bình đẳng trước mặt pháp luật
Điều 2 ấn định giữa các sắc tộc, nam nữ, tôn giáo, và chính kiến có sự bình đẳng trước pháp luật.

#### Phân lập ba quyền
Điều 3 chia rõ quyền lực chính trị làm ba quyền: làm luật do Quốc hội nắm giữ, hành chính do Tổng thống nắm giữ, tư pháp do Tối cao Pháp viện nắm giữ.

#### Chống cộng
Giống như Hiến pháp năm 1956, Hiến pháp năm 1967 không ủng hộ chủ nghĩa cộng sản. Điều 4 cấm các việc làm "tuyên truyền hay thực hiện chủ nghĩa cộng sản". Tuy nhiên, bản hiến pháp mới ít khắc khe so với bản cũ, không cấm "phổ biến" mà chỉ cấm "tuyên truyền", có thể hiểu là cho phép việc dạy dỗ, tranh luận, sáng tác.

### Chính thể

#### Làm luật
Chương III quy định quyền lập pháp. Quốc hội là cơ quan làm luật cao nhất, bao gồm hai toà nghị là Hạ nghị viện và Thượng nghị viện. Quốc hội có quyền:
- Làm luật;
- Phê chuẩn các hiệp ước, hiệp định quốc tế;
- Tuyên chiến, nghị hòa;
- Tuyên bố tình trạng chiến tranh; và
- Kiểm soát chính phủ.

Hạ nghị viện bao gồm các Dân biểu do người dân bầu cử, có nhiệm kì bốn năm. Thượng nghị viện bao gồm các Nghị sĩ do người dân bầu cử, có nhiệm kì sáu năm, mỗi ba năm bầu một nửa số Nghị sĩ. Số thành viên mỗi viện do pháp luật quy định, theo như điều khoản Hiến pháp là Hạ nghị viện có từ 100 đến 200 Dân biểu, Thượng nghị viện từ 30 đến 60 Nghị sĩ. Không thể truy tố, tầm nã, bắt giam hay xét xử một Dân biểu hay Nghị sĩ vì những sự phát biểu và biểu quyết tại Quốc hội.
Hiến pháp quy định Hạ nghị viện có ưu thế trong việc làm luật. Nếu Thượng nghị viện không chịu thông qua dự luật thì Hạ nghị viện có quyền chung quyết thông qua dự luật theo 2/3 tổng số Dân biểu, tức là không cần phải có sự tán thành của Thượng nghị viện. Quan hệ giữa hai viện giống như quan hệ giữa Chúng nghị viện và Tham nghị viện của Quốc hội Nhật Bản, viện trên là máy giảm tốc của công việc lập pháp, nhưng không thể thắng viện dưới.

#### Hành chính
Chương IV tổ chức ngành hành chính. Hiến pháp quy định Tổng thống nắm giữ quyền hành pháp. Tổng thống cùng Phó Tổng thống do người dân bầu lên, có nhiệm kì bốn năm. Không thể đảm nhận chức vụ Tổng thống quá hai lần. Quyền hành của Tổng thống bao gồm:
- Ân xá, giảm hình;[2]
- Ban phát huy chương;[2]
- Bổ nhiệm đại sứ, kí hiệp ước, hiệp định quốc tế;[3]
- Chỉ huy Quân lực Việt Nam Cộng hoà;[4]
- Hoạch định chính sách;[5]
- Tuyên bố tình trạng khẩn cấp.[6]

Mặc dù quy định Tổng thống cầm đầu ngành hành chính, Hiến pháp cũng thành lập chức vị Thủ tướng có quyền hành riêng, một phần để giải quyết vấn đề tập quyền của Đệ nhất Cộng hoà. Có thể xem sự phân công bên trong ngành hành chính là Tổng thống hoạch định chính sách, Thủ tướng thi hành chính sách và quản lí công việc hành chính. Thủ tướng do Tổng thống bổ nhiệm. Thủ tướng trình ra các bộ trưởng, tổng trưởng để cho Tổng thống bổ nhiệm. Thủ tướng cùng các bộ trưởng, tổng trưởng tạo thành Chính phủ tức là nội các của Tổng thống.

#### Tư pháp
Chương V quy định ngành tư pháp và hệ thống toà án. Quyền tư pháp do Tối cao Pháp viện nắm giữ.

#### Các cơ quan đặc biệt
Chương VI tổ chức các "định chế đặc biệt" tức là cơ quan cố vấn trong một số phạm vi chính sách và cơ quan phụ. Có năm định chế:
- Đặc biệt Pháp viện có quyền phế truất Tổng thống trong trường hợp phạm tội phản quốc hay những trọng tội khác.
- Giám sát viện phụ trách chống tham nhũng và thẩm tra tài sản của công chức, kể cả Tổng thống, Thủ tướng, v.v.
- Hội đồng Quân lực khuyên bảo Tổng thống về các việc liên hệ tới quân đội.
- Hội đồng Văn hoá Giáo dục khuyên bảo Chính phủ về chính sách văn hoá giáo dục
- Hội đồng Kinh tế Xã hội khuyên bảo Chính phủ về vấn đề kinh tế và xã hội.

### Các quyền và nghĩa vụ của công dân

#### Quyền lợi
Chương II quy định các quyền của công dân. Công dân Việt Nam Cộng hòa đều có các quyền tự do: Tự do giáo dục, quyền tự do cư trú, đi lại, xuất ngoại, hồi hương, quyền tự do lập nghiệp đoàn, quyền đình công, quyền tự do kinh doanh, cạnh tranh, quyền tự do truyền giáo, hành đạo tín ngưỡng, và quyền tự do lập hội, Đảng chính trị.
Trước vành móng ngựa người dân được bảo vệ để cho khỏi bị oan. Trong trường hợp có nghi vấn phạm tội, không được tra tấn ép cung và phải xét xử công khai. Bị can có "quyền biện hộ" và được cho là vô tội cho đến khi có đủ bằng chứng buộc tội, bản án có hiệu lực, và trong trường hợp có nghi vấn thì bị can được có lợi hoặc tuyên vô tội. Các quyền này được xem là "quyền công dân căn bản" và không được vi phạm, dù cho luật thay đổi.
Các quyền chính trị của công dân được bảo vệ. Người dân có toàn quyền giữ quan điểm chính trị khác với nhà nước, quyền đối lập công khai, và quyền đối lập chính trị. Hiến pháp bảo vệ quyền hội họp, quyền tự do tư tưởng, tự do ngôn luận, và cấm mọi hình thức kiểm duyệt, ngoại trừ đối với phim và kịch trường.
Đáng để ý là quân nhân không được sinh hoạt đảng phái, để giữ bộ máy quốc phòng được trung lập. Nếu đắc cử vào quốc hội, các cấp chính quyền trung ương thì phải xin giải ngũ hay nghỉ dài hạn.
Ngoài những điều trên, Hiến pháp còn chú trọng đến giáo dục và nông nghiệp. Hiến pháp năm 1967 ấn định triết lý giáo dục của Việt Nam Cộng hoà là dân tộc, khoa học, và nhân bản. Hiến pháp cũng có những điều khoản riêng liên hệ đến mọi thành phần xã hội: công nhân, nông dân, người kinh doanh, người tu hành, người thiểu số,... Quyền sở hữu riêng và sự riêng tư được công nhận và tôn trọng.

## Đánh giá
Tục xem Hiến pháp năm 1967 với Hiến pháp Việt Nam Dân chủ Cộng hoà năm 1946 có nhiều điểm giống nhau: do nhiều đảng cùng soạn thảo, thành lập chế độ dân chủ, không được thi hành trên thực tế do hoàn cảnh chiến tranh.

## Sách tham khảo
- Hoàng Cơ Thụy. Việt sử khảo luận. Paris: Nam Á, 2002.
- Dommen, Arthur. The Indochinese Experience of the French and the Americans, Nationalism and Communism in Cambodia, Laos, and Vietnam. Bloomington, IN: Đại học Indiana Press, 2001.
- Nguyễn, Văn Bông (1969). Luật Hiến pháp và Chính trị học. Sài Gòn.
- Trương, Tiến Đạt (1967). Hiến pháp chú thích. Sài Gòn.